# کیزریو
کیزریو (به فرانسوی: Ceyzérieu) یک کمون در کشور فرانسه است که در canton of Virieu-le-Grand واقع شده‌است.

## خصوصیات
کیزریو ۱۹٫۷۲ کیلومترمربع مساحت و ۸۹۳ نفر جمعیت دارد و ۲۸۰ متر بالاتر از سطح دریا واقع شده‌است.